# 黄河虫实
黄河虫实（学名：Corispermum huanghoense）是苋科虫实属的植物，是中国的特有植物。分布在中国大陆的河南等地，常生于沙丘或沙岗丛林下，目前尚未由人工引种栽培。